# (31501) Williamhang
1999 CJ68 (asteroide 31501) é um asteroide da cintura principal. Possui uma excentricidade de 0.14132500 e uma inclinação de 2.09509º.
Este asteroide foi descoberto no dia 12 de fevereiro de 1999 por LINEAR em Socorro.